# Bodzyniewo
Bodzyniewo – wieś w Polsce położona w województwie wielkopolskim, w powiecie śremskim, w gminie Śrem. W latach 1975–1998 miejscowość administracyjnie należała do województwa poznańskiego.
Położona 10 km na południe od Śremu przy drodze powiatowej nr 4070 z Kadzewa do Konarskiego przez Drzonek i Wieszczyczyn.
W dokumentach wymieniona w 1391 jako własność Jarosława z Bodzyniewa. Zabytkami znajdującymi się w gminnej ewidencji zabytków są dwie zagrody. 
Wieś położona była w 1580 roku w powiecie kościańskim województwa poznańskiego. 
We wsi znajduje się Szkoła Podstawowa im. Dezyderego Chłapowskiego. W roku szkolnym 2006/2007 do placówki uczęszczało 114 uczniów. Świątkiem jest krzyż przydrożny sprzed 1911.

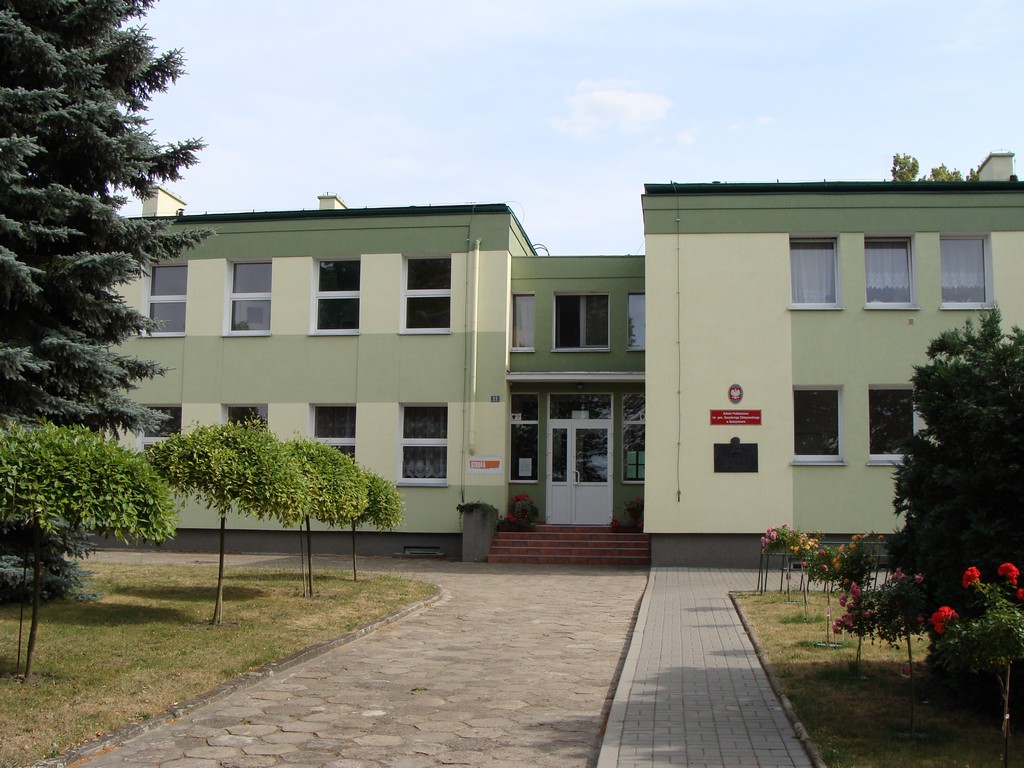
Szkoła podstawowa w Bodzyniewie

## Demografia
Liczba mieszkańców miejscowości w poszczególnych latach:
| Rok  | Ilość mieszkańców |
| ---- | ----------------- |
| 1998 | 138               |
| 2002 | 156               |
| 2009 | 163               |
| 2011 | 176               |
| 2021 | 209               |
| 2022 | 209               |